# USS McLanahan (DD-264)
«Макланаган» (англ. USS McLanahan (DD-264) — військовий корабель, ескадрений міноносець типу «Клемсон» військово-морських сил США за часів Другої світової війни.

## Історія створення
«Макланаган» закладений 20 квітня 1918 року на верфі Bethlehem Shipbuilding Corporation, у Квінсі, штат Массачусетс, де 22 вересня 1918 року корабель був спущений на воду. 5 квітня 1919 року він увійшов до складу ВМС США.

## Історія служби

### 1940
Американський есмінець «Макланаган» після введення до американського флоту перебував у складі сил Тихоокеанського флоту з базуванням на Сан-Дієго. 27 червня 1922 року виведений до резерву, де перебував протягом 18 років. «Макланаган» був переданий за угодою «есмінці в обмін на бази» Королівському флоту Великої Британії. Згідно з цим договором США передавали британцям 50 есмінців зі свого резерву за умови 99-річної оренди британських військових баз у Західній півкулі. 8 жовтня 1940 року есмінець прибув до Галіфаксу з групою кораблів, яку передавали Королівським британському та канадському флотам, де його перейменували на «Бредфорд».

### 1941
1 жовтня 1941 року есмінець діяв у складі сил ескорту конвою WS 12.

### 1943
3 травня 1943 року корабель був признаний непридатним для виконання конвойних функцій океанського ескорту і був виведений до резерву у Девонпорті. Там до кінця війни есмінець служив плавучою казармою для проживання матросів. 19 червня 1946 року після списання «Бредфорд» розібрали в Труні.